# Terminocella perlucens
Terminocella perlucens är en mossdjursart som först beskrevs av Harmer 1957.  Terminocella perlucens ingår i släktet Terminocella och familjen Catenicellidae. Inga underarter finns listade i Catalogue of Life.